# Crassula granvikii
Crassula granvikii är en fetbladsväxtart som beskrevs av Gottfried Wilhelm Johannes Mildbraed. Crassula granvikii ingår i släktet krassulor, och familjen fetbladsväxter. Inga underarter finns listade i Catalogue of Life.